# Сысоев, Владимир Иванович (писатель)
 Влади́мир Ива́нович Сысо́ев (14 августа 1947 — 3 января 2010) — русский писатель. Автор книг об исторических деятелях Тверской земли, реставратор, заместитель председателя Тверского отделения Всероссийского общества охраны памятников истории и культуры.

## Биография
Владимир Иванович Сысоев по образованию инженер-гидротехник, строитель-реставратор, занимавшийся восстановлением многих архитектурных памятников в Тверской области. Он был организатором в 1999 году Бакунинского Фонда, объединившего многочисленных потомков этого известного российского дворянского рода.
В. И. Сысоев был инициатором восстановления родовой усадьбы Бакуниных — Прямухино.